# パットナム郡 (ミズーリ州)
パットナム郡（英: Putnam County）は、アメリカ合衆国ミズーリ州の北部に位置する郡である。2010年国勢調査での人口は4,979人であり、2000年の5,223人から4.7％減少した。郡庁所在地はユニオンビル市（人口1,865人）であり、同郡で人口最大の都市でもある。パットナム郡は1845年2月28日に設立され、郡名はフレンチ・インディアン戦争の英雄でアメリカ独立戦争の将軍イズラエル・パットナムにちなんで名付けられた。

## 歴史
パットナム郡は1845年2月28日にアデア郡とサリバン郡の一部を合わせて設立された。翌年ドッジ郡を設立するために一部の領域が削られた。当時、パットナム郡とドッジ郡の領域は現在よりも北に9マイル (14km) 近く伸びており、そこがミズーリ州とアイオワ州の間におきた流血沙汰の境界紛争、ハニー戦争の原因となった。1851年のアメリカ合衆国最高裁判所の採決で州境が確定して土地はアイオワ州のものとなり、ドッジ郡は解体して、その残った土地がパットナム郡に戻った。
郡の設立当時、郡庁所在地が何度も変更された。これは大きな論議を呼ぶことが多かった。パットナムビル、ブライアント・ステーション（以上の2つは残っていない）、ハートフォードが郡庁所在地となり、その後郡の中央にあるハーモニーと呼ばれた場所が選ばれ、そこが現在のユニオンビルになった。
1860年の国勢調査では人口9,240人となっており、18の製材所と3つの製粉所があった。開拓初期の時代から石炭が豊富にあった。1873年にバーリントン・アンド・サウスウェスタン鉄道が開通すると、特に郡東部では石炭の採掘が主要産業となった。鉄道が3線通っていた時期もあった。それらはシカゴ・ミルウォーキー・アンド・セントポール鉄道、シカゴ・バーリントン・アンド・クインシー鉄道、アイオワ・アンド・セントルイス鉄道だった。1900年から2000年の100年間でパットナム郡の人口は3分の1以下にまで減った。それはアメリカ合衆国が田園型から都市型に移行した時期でもある。

## 地理
アメリカ合衆国国勢調査局に拠れば、郡域全面積は519.66平方マイル (1,345.9 km2)であり、このうち陸地517.90平方マイル (1,341.4 km2)、水域は1.76平方マイル (4.6 km2)で水域率は0.34％である。

### 主要高規格道路
- アメリカ国道136号線
- ミズーリ州道5号線
- ミズーリ州道129号線
- ミズーリ州道139号線
- ミズーリ州道149号線

### 隣接する郡
- ウェイン郡 - 北西
- アパヌース郡 (アイオワ州) - 北東
- スカイラー郡 - 東
- アデア郡 - 南東
- サリバン郡 - 南
- マーサー郡 - 西

## 人口動態
以下は2000年の国勢調査による人口統計データである。
| 基礎データ - 人口: 4,979人 - 世帯数: 2,228 世帯 - 家族数: 1,517 家族 - 人口密度: 4人/km2（10人/mi2） - 住居数: 2,914軒 - 住居密度: 2軒/km2（6軒/mi2） 人種別人口構成 - 白人: 99.14% - アフリカン・アメリカン: 0.06% - ネイティブ・アメリカン: 0.10% - アジア人: 0.13% - その他の人種: 0.10% - 混血: 0.48% - ヒスパニック・ラテン系: 0.61% 年齢別人口構成 - 18歳未満: 24.0% - 18-24歳: 6.2% - 25-44歳: 24.0% - 45-64歳: 25.1% - 65歳以上: 20.7% - 年齢の中央値: 42歳 - 性比（女性100人あたり男性の人口） - 総人口: 96.1 - 18歳以上: 91.9 | 世帯と家族（対世帯数） - 18歳未満の子供がいる: 27.9% - 結婚・同居している夫婦: 57.2% - 未婚・離婚・死別女性が世帯主: 7.2% - 非家族世帯: 31.9% - 単身世帯: 28.7% - 65歳以上の老人1人暮らし: 15.9% - 平均構成人数 - 世帯: 2.32人 - 家族: 2.83人 収入と家計 - 収入の中央値 - 世帯: 26,282米ドル - 家族: 32,031米ドル - 性別 - 男性: 22,957米ドル - 女性: 18,884米ドル - 人口1人あたり収入: 14,647米ドル - 貧困線以下 - 対人口: 16.0% - 対家族数: 13.2% - 18歳未満: 20.6% - 65歳以上: 12.8% |

## 都市と町
| - リーモンズ - リボニア - ルサーン - マーティンズタウン | - パワーズビル - ユニオンビル - 郡庁所在地 - ウォーシントン |

## 政治

### 地方
パットナム郡の地方レベルでは共和党が大半の政治を支配しており、郡の選挙で選ばれる役職は1人を除いて独占している。

### 国政

#### 2008年大統領予備選挙
2008年の大統領予備選挙で、パットナム郡は二大政党の候補者をどちらも州全体と全国で二位に終わった者を選んだ。民主党の予備選挙ではヒラリー・クリントンが252票1位となり、共和党予備選挙ではマイク・ハッカビーが2553票で1位となった。ハッカビーの獲得票数がクリントンを上回った数少ない郡の1つとなった。